# Stella Levy
Stella Levy (hebrejsky סטלה לוי‎, žila 1924 – 19. července 1999) byla izraelská důstojnice, politička a poslankyně Knesetu za stranu Šinuj.

## Biografie
Narodila se v Sýrii. V roce 1929 přesídlila do dnešního Izraele. Studovala střední školu ha-Re'ali ha-Ivri v Haifě. Na Haifské univerzitě vystudovala psychologii a na Telavivské univerzitě politologii a umění. V mládí se zapojila do židovských jednotek Hagana. Během druhé světové války v letech 1942–1946 sloužila v britské armádě. Absolvovala první důstojnický kurz nové v izraelské armády. V letech 1948–1949 velela ženskému oddílu v Brigádě Karmeli. V roce 1951 byla velitelkou ženských jednotek v rámci Severního velitelství, v letech 1964–1970 pak velela celostátně těmto ženským oddílům. V letech 1970–1974 byla vojenskou atašé v USA. V roce 1974 odešla z armády s hodností plukovnice (Aluf Mišne). V letech 1974–1976 pak působila v izraelské policii, kde vytvořila dobrovolnický sbor Mišmar Ezrachi.

## Politická dráha
V izraelském parlamentu zasedla po volbách v roce 1977, do nichž šla za stranu Daš. Mandát ale získala až dodatečně, v únoru 1981, po rezignaci poslance Stefa Wertheimera. V průběhu volebního období se mezitím poslanecký klub Daš rozpadl a Stella Levy tak nastoupila do poslaneckého klubu Šinuj. V průběhu několika měsíců zbývajících do vypršení funkčního období se už do práce Knesetu výrazněji nezapojila. Ve volbách v roce 1981 mandát nezískala.